# Paeonodes lagunaris
Paeonodes lagunaris is een eenoogkreeftjessoort uit de familie van de Ergasilidae. De wetenschappelijke naam van de soort is voor het eerst geldig gepubliceerd in 1974 door Banning.